# International Love
International Love este un cântec al rapper-ului american Pitbull de pe cel de-al șaselea album de studio, Planet Pit. În această piesă mai apare și cântărețul R&B Chris Brown. A fost scrisă de Pitbull, Soulshock, Biker Peter, Sean Hurley și Claude Kelly, și a fost produs de Soulshock, Biker și Hurley. Cântecul a fost lansat pe 29 mai 2011 ca primul single de promovare de pe noul album.

## Autori și asistenți
- Pitbull – compozitor
- Soulshock – compozitor, producator, aranjor, instrumentatie, înregistrare și mixare
- Peter Biker – compozitor, producator, aranjor și instrumentație
- Sean Hurley – compozitor clape și producție suplimentară
- Claude Kelly – compozitor și voce de fundal
- Al Burna – înregistrare vocală Pitbull
- Brian Springer – înregistrare vocală Chris Brown
- Manny Marroquin – mixare
- Erik Madrid – assistant mixare
- Chris Galland – assistant mixare

De pe albumul PlanetPit.

## Videoclip
Videoclipul a fost regizat de Dave Rousseau. Acesta îi arată pe Pitbull și Chris Brown pe un acoperiș, în fața ecranelor, și ca holograme pe clădiri, în timp ce interpretează cântecul. De asemenea, prezintă imagini din turneul recent al lui Pitbull. 